# 앙리 드 라 투르 도베르뉴 (1611년)
앙리 드 라 투르 도베르뉴(Henri de la Tour d'Auvergne, 1611년 9월 11일 스당 성 (아르덴) - 1675년 7월 27일 자스바흐), 통칭 튀렌(Turenne)은 프랑스의 귀족이자 저명한 군인으로, 후대에는 의전 칭호인 튀렌 자작(vicomte de Turenne)이라는 이름으로 알려져 있다.
1643년에는 프랑스 원수, 1660년에는 프랑스 대원수가 된 튀렌은 루이 13세와 이후 루이 14세의 치세 동안 복무했던 가장 훌륭한 장군들 중 하나였다. 인기있고, 큰 재능을 지닌 전략가이자, 대 세기의 탁월한 군인으로서 튀렌은 대적할 수 없는 전술의 대가였다.
생전 튀렌은 휘하의 병사들과 유럽의 위대한 장군들에게 존경받았다. 잘츠바흐 전투에서 튀렌이 죽은 소식을 듣게 되자, 몬테쿠콜리는 다음과 같이 외쳤다. "오늘 인류에게 영광을 준 사람이 죽었다." 나폴레옹 또한 튀렌의 군사적 재능에 감탄했으며, 튀렌이 "근대에서 가장 위대한 지휘관"이었다고 단언했다.

## 배경과 초기경력
개신교인 부용 공작 앙리(스당의 영주)와 2번째 아내 엘리자베트 프랑드리카 드랑쥬 나소 사이에서 차남으로 스당 성에서 태어났다. 어머니 엘리자베트는 네덜란드 총독 빌렘 1세의 딸이었다.
그는 위그노로 성장하고, 귀족의 아들로써 교육을 받았으나 허약체질로 인해 특히 언어장애가 있었다(평생 고치지 못했다). 튀렌은 역사와 지리에 특별한 재능을 보여 알렉산드로스 대왕과 율리우스 카이사르의 위업에 관심을 기울였으나, 위에서 설명한 장애가 방해가 되었다.
아버지 부용 공작 앙리가 1623년에 사망하자 튀렌은 신체단련에 몰두하여 태어날때부터 약점이던 허약체질을 벗어나려고 했다. 14살때 그는 숙부인 네덜란드 총독 마우리츠의 야영지에서 군사학을 배우도록 보내졌고, 네덜란드 독립 전쟁에서 군사경력을 쌓기 시작했다. 처음엔 숙부 마우리츠의 경호를 맡은 사병이 되었다.
1625년 숙부 마우리츠의 뒤를 계승한 또 1명의 숙부 프레데리크 헨드리크는 네덜란드 총독 및 오라녜 공에 즉위한 후 1626년 조카인 튀렌을 육군대위로 승진시켰다. 젊은 하사관은 그 시기 포위전 임무를 수행하였다. 1629년 스헤르토헨보스 포위전 승리에서 보인 튀렌의 수완과 용기는 당대 일류 사령관 중 1명이었던 숙부 프레데리크 헨드리크로부터 극찬을 받았다. 1640년 튀렌은 네덜란드를 떠나서 프랑스군에 입대했다. 군대 내에서의 승진 예상 뿐 아니라, 프랑스 왕가에 대한 부용 공작 가문의 주권과 충성을 보여주기 원했던 모친의 바램이 동기가 되었다.
재상 리슐리외 추기경은 곧 튀렌을 보병 연대의 대령으로 임명했다. 튀렌은 오라녜공과 단기간 거리를 좁혔다(네덜란드와 프랑스는 당시 동맹관계였다). 튀렌이 프랑스군에 있으면서 벌인 최초의 실전은 1634년 포르스 공작이 지휘한 로렌의 라 몽드 앙 바시니 포위전이었다. 그가 돌격때 보인 전공으로 육군 소장의 지위로 단숨에 승진했다.
1635년 튀렌은 라 발렌트 추기경의 휘하에 들어가 로렌과 라인강에서 전투를 벌였다. 프랑스군과 그의 동맹군은 1635년 8월 8일 마인츠에서 신성 로마 제국군을 포위하기 위해 집결했으나 프랑스군은 식량부족으로 메스로 후퇴할 수밖에 없었다.
퇴각때 튀렌은 유명한 신성 로마 제국군의 장군 마티아스 가라스와 결투를 벌였고, 그 용기와 수완으로 커다란 명성을 얻었다. 재편성된 군대는 1636년 다시 야전을 벌여, 사베른을 공략했다. 이 공격에서 튀렌은 중상을 입었다. 1637년 튀렌은 랑드루시 점령(7월 26일)을 포함한 플랑드르 원정에 참가했다.
1638년 후반 베른하르트 폰 작센-바이마르(1608년 - 1639년)의 곁에서 함께 싸웠고, 튀렌은 브라이자흐 급습을 지휘해 12월 17일 항복시켰다(브라이자흐는 라인강 상류의 강력한 요새였다). 튀렌은 어느덧 프랑스의 젊은 장교들 중에서 가장 장래가 촉망받는 인물이란 평판을 받게 되었다.
리슐리외추기경은 곧 그를 아르크르 백작 앙리 드 로렌(1601년 - 1666년)의 지휘하에 넣고 이탈리아 원정(1639년 - 1640년) 임무를 맡겼다. 1639년 11월 19일 튀렌은 루트 드 키에르 전투라고 불리는 유명한 후위작전에서 승리했다. 이것은 겨울철 토리노 요새에 대한 식량 재공급 기간에 일어난 프랑스군과 카리냐노 공작 토마조와의 사이에서 벌어진 싸움이었다.
1640년 하르크르 백작은 카자레 몬페라토를 구원하고, 성채안에 프랑스군 별동대가 들어가는 동안에 토리노에 있던 카리냐노 공작군을 포위했다.
이제 육군 중장이 된 튀렌은 이런 복잡한 작전을 좋아하고 결과를 달성하기 위해 중요한 역할을 맡았다. 튀렌은 1641년 원정에서 자신도 직접 싸워 크네오, 체바, 몬드비를 점령했다.
1642년 튀렌은 루지용을 정복한 프랑스군의 부사령관을 맡았다. 그때 리슐리외 추기경은 튀렌의 형인 부용 공작 프레데리크 모리스가 연루된 생 마르 후작이 꾸미던 리슐리외 시해 음모를 발견하였다.

## 프랑스 원수
프랑스 왕가와 스당의 공작가의 관계는 튀렌의 초기경력에 적지 않은 영향을 끼쳤다. 때에 따라서는 부용 공작가를 회유하기 위해 이 군인을 승진시킬 필요가 있다는 것은 명확했으나, 또 한편으로 리슐리외 및 마자랭에게 대항하는 공작가의 움직임을 보더라도 국왕의 측근들은 전장에 보낸 장군을 전폭적으로 신용할 수는 없었던 것이다.
거기에 튀렌의 개신교 신앙에 대한 확고한 고집이 대신과 튀렌의 관계에 여러 가지 곤란한 요소를 만들었다. 리슐리외는 그럼에도 불구하고, 1643년 카리냐노 공작(대립하여 프랑스측으로 돌아섰다.)지휘하의 이탈리아 전투에 튀렌을 보냈다. 튀렌은 그해 연말 프랑스로 돌아오기 수주일 전에 토리노를 함락시켰다.
튀렌은 1643년 12월 19일 프랑스 원수에 임명되어 곧 알자스에서 바이마르군(베른하르트 폰 작센-바이마르군의 연대) 재편성을 위해 출발했다. 바이마르군은 1643년 11월 24일부터 25일에 걸쳐 벌어진 튀트린겐 전투에서 뼈아픈 패배를 겪은 뒤였다. 그때 32살이 된 튀렌은 이때까지 4명의 저명한 지휘관 밑에서 전투를 벌여왔다. 조직적인 오라녜 공, 격렬한 성격의 베른하르트, 용감한 라 발렌트 추기경, 완고하지만 기민한 하르크르 백작등 이들 모두 튀렌의 훈련 완성에 공헌했다. 튀렌은 1644년 천성과 고위군인의 직책을 위해 교육을 배웠고, 전투도 경험했다.
재편성의 임무를 마치고, 튀렌원수는 브라이자흐에서 라인강을 횡단하여 1644년 작전을 개시했다. 그러나 거의 동시에 앙기앵 공작(훗날 대 콩데, 콩데 공작 루이 2세 드 부르봉)이 지휘하는 군대가 튀렌의 군대와 합류했다. 왕가와 인연이 있는 앙기앵 공작은 프랑스-바이마르 연합군의 총사령관이 되었다.
30년 전쟁을 종결시킨 4개의 유명한 전투가 있었다. 1644년 8월의 격렬했던 프라이부르크 전투(상대는 프란츠 폰 메르시가 지휘하는 바이에른군)는 프랑스가 필리프스부르크 포위전에서 승리를 거둔 후 벌인 최초 원정에서 일어난 첫 번째 전투였다. 항복시키기 전 앙기앵 공작은 철수하고 지휘를 튀렌에게 맡겼다. 튀렌 원수는 확고하게 전방으로 이동하여 1645년 원정을 전개하자 메르시는 이에 놀라 5월 2일 마리엔탈 전투에서 튀렌군을 물리쳤다.
앙기앵 공작이 다시 프랑스군을 이끌고 전방으로 돌아왔다. 튀렌군은 스웨덴군과 헨센-카셀측 백작군에서 파견된 분견대의 도착에 힘입어 상당한 증원부대를 얻게 되었다. 스웨덴군은 곧 돌아갔으나 프라이부르크 보다 더 강력한 전투에서 바이에른군과 상대할 때 앙기앵 공작은 2만의 병사를 지휘했다.
프랑스군은 메르시를 전사시키고, 1645년 8월 3일 뇌르틀링겐 전투에서 결정적인 승리를 거둬 바이에른군을 물리쳤다.
병치레가 심한 앙기앵 공작은 그 후 곧 프랑스군 사령관에 튀렌을 임명하고 자신은 전선에서 물러났다. 다시 대규모 군대를 모은 황제군에 대해 쐐기를 박지 않았다. 그러나 원정은 튀렌이 토리아 공략에 이르러 전승이란 빛나는 전공을 얻는 것으로 종결되었다.
1646년 그는 결국 결정적인 전승을 얻었고, 이것으로 바이에른군에서 오스트리아군이 떨어져 나가는 것으로 인해 바이에른 선제후 막시밀리안 1세는 화평을 수용할 수밖에 없었다(서명한것은 1647년 3월 14일). 1647년 튀렌은 신성 로마 제국 황제의 약체화된 군대를 공격하는 것에 대해 의견을 제시했으나, 튀렌은 플랑드르 전선으로 파견되었다.
프랑스가 신성 로마 제국군을 굴복시킬 기회를 놓친것 뿐만 아니라 몇 개월 동안 급료를 받지 못한 바이마르군 사이에서 심각한 반항이 일어났다. 튀렌은 훌륭하게 일을 처리하여 불만을 품은 연대를 처리하고 약간의 유혈 사건이 있었지만, 바이마르 군을 복구하고 사건을 종결시켰다.
튀렌은 곧이어 룩센부르크로 진군했다. 그러나 얼마안가 라인 전선으로 이동하라는 명령을 받는다. 1648년 바이에른이 다시 오스트리아와 동맹을 맺고 연합군을 조직한 것이었다. 튀렌은 휘하의 스웨덴군과 연합하여 눈부신 전적을 거두었고, 5월 17일 시스마르샤우젠 전투에서 결정적인 행동으로 최후를 장식했다. 군대는 그 결과로써 더 확고해졌다. 휴전조약이 체결될때까지 화전과 백병전으로 바이에른을 황폐화 시켰다. 이 파괴는 많은 현대작가들이 비난하게 되는 원인이 되었으나, 당시 전시의 정신과 전투행위에서 허용한 상황보다 가혹한 방법이 채택된 것은 아니다.
1648년 베스트팔렌 조약은 프랑스에게 짧은 평화를 안겨주었다. 그러나 곧 프롱드의 난(1648년 - 1653년)이 발발했다. 튀렌이 전쟁중에 벌인 행위의 일부가 반대파에 대한 그의 찬성에 의해 날카로운 비판에 휩싸이게 되었다. 바이마르군은 사령관인 튀렌을 따르는 것을 거부했고, 튀렌은 남부 네덜란드로 도망칠 수밖에 없었다. 그는 이곳에서 프롱드의 난 제1차가 끝나는 루이유 화의(1649년 3월)가 체결될때까지 머무르게 되었다.
2차 전투는 콩데 공작이 1650년 1월에 체포되면서 시작되었다. 콩데 공작과 더불어 체포될 계획이 있었던 튀렌은 그때 도망쳐 롱그빌 공작부인 안느와 만나 콩데 공작, 그의 동생 아르망, 롱그빌 공작의 목적을 위해 스타네이를 확보했다. 프롱드의 난 제1차, 2차도 안느에 대한 애정이 튀렌의 행동을 지배했었던것으로 보이고, 콩데 공작을 위해 스페인의 원조를 얻었다. 이 전투에서 튀렌은 루트르에서 2,3번의 역전 중 하나를 생각했다(1650년 12월 15일). 그러나 2번째 대립은 같은해 빠른시기에 왕당파의 와해와 콩데 공작의 석방으로 종결되었다.

## 프롱드의 난 과 루이 14세 시대
튀렌은 화해하고 1651년 5월 파리에 돌아왔다. 그러나 곧 파란이 기다리고 있었다. 콩데 공작이 다시 프랑스 남부에서 반란을 일으킨 것이었다. 이 프롱드의 난 제3기에서 튀렌과 콩데 공작은 서로 대립하는 입장에 있었다. 튀렌은 왕의 군대를 지휘하고, 콩데 공작은 반란파와 스페인 연합군을 이끌었다. 1652년 3월 28일 자르조에서 젊은 병사의 용맹함을 튀렌은 보여주었고, 4월 7일 지안에서 베테랑 장군의 수완과 사나움을 보여주었다. 튀렌은 실질적인 상트노레 포 브르 전투(7월 21일)에서 내전을 깨뜨렸고, 10월 21일 다시 파리를 왕당군이 확보했다.
튀렌은 곧 콩데 공작과 스페인군과의 유인을 필요로 했으나, 스페인계 프롱드 반란무리의 전국이 길어지는 것이 튀렌과 콩데 공작 양측에게 계통을 확립할 지도력을 보여주기 위한 넓은 시야를 주었다. 1653년 튀렌은 유리했다. 콩데 공작이 로크로아만을 획득한 사이에 그는 루트르, 상드-무느와, 무종을 공략했다.
1654년 단기원정으로 다시 프랑스군이 유리해졌다. 1654년 7월 25일 왕당군은 아라스에서 스페인군을 격파할 수 있었다. 1655년 프랑스군은 대부분의 영지를 얻었으나, 1656년 튀렌은 바란시에느에서 그가 아라스에서 콩데 공작을 격파한것과 같은 방법으로 패배를 당했다.
전쟁은 튀렌이 됭케르크 근교의 듀느 전투에서 승리를 거두었던 1657년에 종결되었다(이 전투에는 당시 동맹관계에 있던 잉글랜드 호국경 올리버 크롬웰이 부대를 보내왔었다). 1658년 다른 지역에서 원정을 벌여 승리한 결과 1659년 피레네 조약이 체결되게 되었다.
1661년 마자랭 추기경이 죽자, 루이 14세는 자신이 직접 친정을 개시했다. 그는 처음으로 튀렌을 프랑스 왕국군의 대원수로 임명했다. 만약 가톨릭으로 개종한다면 튀렌을 위해 왕은 1627년 폐지한 프랑스 궁내장관직의 부활을 타진했다. 튀렌은 이것을 거절했다. 양친 모두 칼뱅교도였고, 자신도 개신교 신자의 교육을 받았기 때문에 1639년 리슐리외가 요청한 자신의 조카 1명과의 결혼도 거절했고, 마자랭으로부터 나온 그의 친척과의 결혼의뢰도 거절했던 전력이 있었다.
1652년 튀렌은 오랫동안 존경하던 개신교 신자이자 프랑스 원수인 포르스 공작의 딸 샤를로트 드 코몽과 결혼했다. 그러나 그는 양쪽의 적대하는 진영 중간에서 그리스도교의 불화를 마음속 깊이 한탄하고 있었다. 그는 항상 다수의 의견과 다르다고 억압하는 일파의 영향을 신용하지 않았다. 영국군과 국민의 독립과정이 그의 생각에 깊은 인상을 주었고, 그리고 영국의 장로파 교회가 갑자기 왕정복고로 전환하는 무질서한 모습에서 공포를 느껴 튀렌은 결국 가톨릭 교회측으로 돌아서게 되었다.
그와 아내 샤를로트 사이에서 교환된 편지에서는 이러한 두 사람과도 밀접한 이 사건에 대해 효과적인 증언을 배울 수 있었다. 2년 후 샤를로트가 죽고 편지 교환이 끝나고, 자크 베니뉴 보쉬에 주교의 열변과 튀렌의 조카의 설득으로 그는 가톨릭 신앙으로 개종했다(1688년 10월). 1667년 튀렌은 결국 왕당군으로 돌아왔고, 프랑스군의 남부 네덜란드 침공을 지휘했다(보통은 루이 14세가 지휘). 곧이어 왕과 화해한 콩데 공작은 프랑슈콩테 지방을 재빨리 정복하여 튀렌과 전공을 다투었고, 1668년 2월 네덜란드 계승전쟁(프랑스-네덜란드 전쟁)을 종결로 이끌었다.

## 대 네덜란드 전쟁
루이 14세가 1672년 네덜란드 전쟁을 일으키자, 튀렌은 네덜란드 여러 주를 황폐화시키고, 암스테르담 시를 항복시키려고 프랑스군을 이끌었다. 루이 14세가 실행한 이 수단은 오라녜 공작 빌렘 3세에게 가혹한 저항운동을 일으키게 만들었다. 빌렘 3세는 제방을 무너뜨려 암스테르담 주위의 국토를 침수시켰다. 이 영웅적인 방법은 완전히 튀렌을 견제하게 만들었고, 루이 14세는 지휘를 포기하고 현장을 떠났다. 이 사건은 유럽전역으로 퍼졌고, 전투는 독일에까지 넓혀지게 되었다. 튀렌은 콩데 공작이 알자스를 제압하는 사이 라인강 중류지역에서 책략을 꾸며 승리를 거두었다.
1673년 1월 튀렌은 공세에 나서 독일 영내 깊숙이 들어와 브란덴부르크 선제후 프리드리히 빌헬름와 화평을 맺었다. 그해 말 유명한 신성 로마 제국의 장군 라이몬드 몬테쿠롤리가 완벽하게 튀렌을 속였다. 몬테쿠롤리는 적을 피하고, 네덜란드군과 연합해 본을 전략상의 요충지로 만들었다. 그러나 1674년 6월 튀렌은 자츠하임 전투에서 승리하였고, 그는 라인 궁중백의 궁내관이 되었다. 파리에서 전해진 명령으로 인해 프랑스군은 국토를 먼 곳까지 돌아다니며 황폐화 시키고, 투르크하임 약탈을 벌인 일련의 행위는 항상 튀렌의 명성에 중대한 오점을 남기게 되었다.
가을쯤 대 프랑스 동맹이 다시 진격하여 그들은 다시 튀렌을 속였다. 중립도시 스트라스부르의 행동이 이 마을에 있던 다리로부터 적이 라인강을 건널 수 있도록 허락해 그의 실패원인이 되었다. 엔츠하임 전투가 뒤이어 일어났다. 이 전투는 전술상의 승리를 증명한 것이나 완전한 승리라고는 말할 수 없었다.
12월 초순 연합군은 알자스에 도달했다. 노령의 원수는 곧 자신의 군사경력에서 가장 중요하다고 생각되는 원정을 준비했다. 겨울이 되자 재빨리 은밀하게 행군하여 보슈를 지나갔다. 그의 초기 전투승리를 예리하게 쫓아가면 튀렌은 투르크하임 전투에서 적을 쫓아냈고, 1675년 1월 5일 적에게 심각한 피해를 주었다.
도시주민이 일으킨 저항운동의 보복으로 그는 군대를 지휘하여 도시를 약탈하고 2주간 남겨진 주민들을 학살했다. 약 수 주일 동안 그는 알자스를 완전히 손안에 넣었다.
그는 여름원정에서 다시 몬테쿠롤리와 대치했다. 두 사령관에 의한 체스 전략은 일류라고 말할 수 있을 정도로 양쪽의 배치가 벌어진 후, 이윽고 튀렌은 콘제르 부르케 전투에서 프랑스군이 손실을 입은 결과, 최후의 전투를 도달한 적이 강했다.
1675년 7월 27일 최초의 일제사격이 튀렌을 전사시켰고 그의 전사소식이 알려지자 프랑스 전역이 비탄에 잠겼다.

## 남겨진 유산
몬테쿠롤리는 그의 전사 소식을 듣고 이렇게 절규했다.
"존경했던 한 남자가 오늘 죽었다!"("II est mort aujourd'hui un homme qui faisait honneur à l'homme !"）
튀렌의 시신은 생 드니 대성당으로 옮겨져 역대 프랑스 왕과 더불어 매장되었다. 1793년 과격한 혁명 지지자들조차 그의 시신에 경의를 표하고, 그들이 왕가 사람들의 시체를 한곳에 모아 무덤에 다시 매장하는 행위를 하는 동안, 1800년 9월 22일까지 튀렌의 시신은 파리 식물원에 보관되었다. 나폴레옹 보나파르트는 이 대원수의 시신을 파리 시내의 오테르 데 상바리드로 옮겼고, 현재도 이곳에 안장되어 있다.
나폴레옹은 전군의 병사들에게 위대한 사령관 중 한명인 튀렌의 원정을 들려주며 공부할 것을 권했다. 장군으로써 그의 명예는 당시 유럽의 다른 장군들에게 뒤지지 않았고, 그 군사적 특징이 당시 전술의 예술을 집약했기 때문에 "전례없는 수준으로 대중은 전쟁을 정밀하게 배웠다"(리뉴 공의 담화에서). 전략상의 신중함과 병참술의 정확도가 작은 전투에서 빛나는 돌격과 함께 결합되어, 그리고 모든 조건에서, 성공하더라도 실패할지라도 불변이었다.
튀렌은 전쟁에 대한 천재만의 두드러진 특징으로 아마 밝혀질 것이다. 그는 대규모 전투를 피했다. '2,3개의 포위전과 많은 전투", 튀렌은 자신의 격언으로써 이렇게 말했다. 그리고 그의 위대한 라이벌 대 콩데가 처음 전투에서도, 마지막 전투에서도 찬란한 광채를 가지고 등장했던 것과는 달리 튀렌은 나날이 높아져 갔다. 나폴레옹은 "튀렌의 천재의 모습은 연도를 거듭될 때마다 대담해져 갔다"라고 말했다. 그리고 후세 작가 오마르 공은 저작 콩데공가의 공작사에서 같은 견해를 썼다.
한 사람의 인간으로써 튀렌은 화려함이 느껴지지 않는 성격을 보일 정도로 고결한 군인이었고, 여러 가지에 밝았다. 그러나 정치와 지식의 세계에서는 그는 교묘한 음모가 및 궤변가의 수중에 빠져 거의 무력했다. 만일 그의 도덕관이 비난에서 이기려면은 그가 살아있을 시기는 도덕이 우세하다 라기보다는, 적어도 더 금욕적이어야 했다. 그는 상비군의 사령관으로써 본질적으로 행동을 했다. 그는 평생 군대와 더불어 보냈다.
그는 병사들의 신애를 받을 줄 아는 법을 알고 있었다. 그는 희안하게 볼 정도로 관대하면서 엄격한 훈련을 적당히 유화시켜, 그의 부하들은 사령관으로써 튀렌을 숭배하는 데 그치지않고, 동지로써 그를 사랑했다. 대 콩데의 천성이 다방면에 다재다능 하였다면, 튀렌의 천성은 17세기 전술의 예술을 최고걸작에 올려 놓았다.
작은 희생이 많고, 그리고 매우 많은 훈련을 쌓은 상비군을 위해 그리고 루이 14세 시대의 왕조전쟁을 위해 튀렌은 이상적인 군사지도자로서 임무를 수행했다.

## 참고 문헌
본 문서에는 현재 퍼블릭 도메인에 속한 브리태니커 백과사전 제11판의 내용을 기초로 작성된 내용이 포함되어 있습니다.